# Xylopia magna
Xylopia magna este o specie de plante angiosperme din genul Xylopia, familia Annonaceae, descrisă de Alexander Carroll Maingay, Joseph Dalton Hooker și Thomas Thomson. A fost clasificată de IUCN ca specie cu risc scăzut. Conform Catalogue of Life specia Xylopia magna nu are subspecii cunoscute.